# トートバッグ

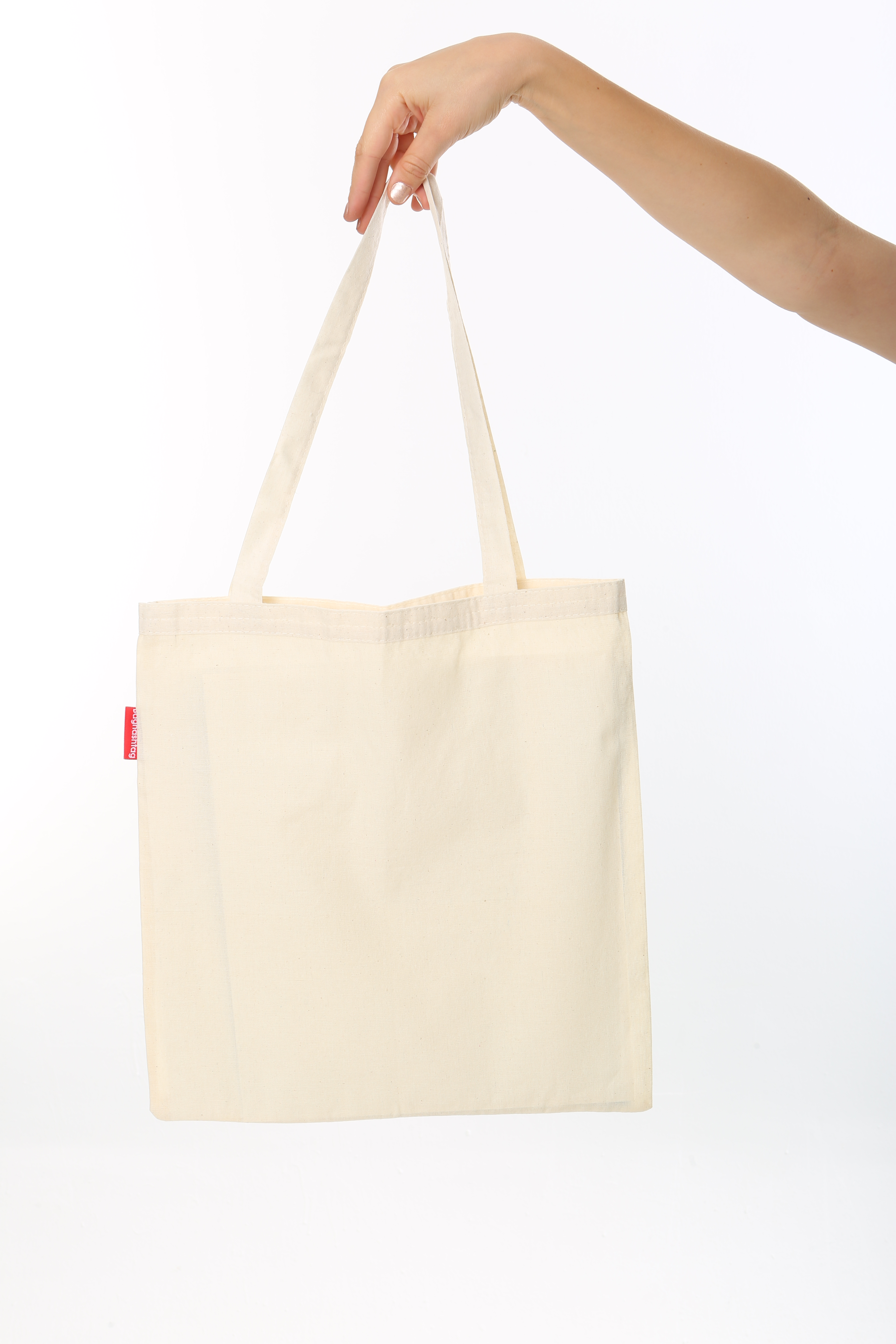
普通の安価なトートバッグ。近所のスーパーでの買い物などでいわゆる「マイバッグ」として使われるトートバッグ。

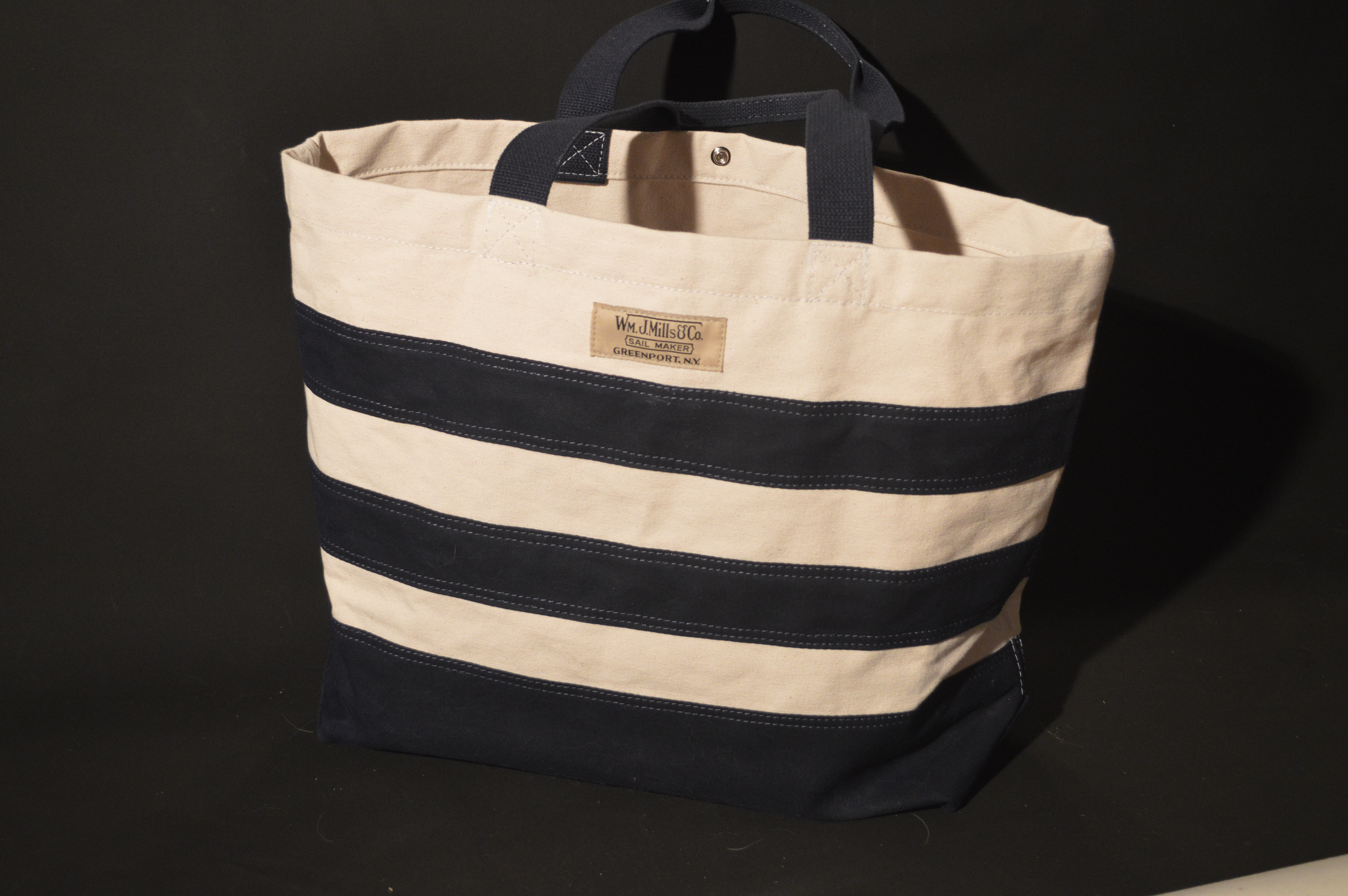
2色のトートバッグ

トートバッグ（英語：tote bag）は、通常持ち手が2本あり、多用途で用いられる、手持ち鞄。「トート（tote）」は、アメリカの俗語で「（重いものを）運ぶ（carry）」を意味する。取っ手がついているのでハンドバッグの一種に分類される。無駄を削った機能性を最大の特徴とする。

## 概要
元来は、ボート遊びやキャンプなどの際に水や氷を入れて運ぶことのできるキャンバスなどを使って製作された丈夫な布生地の大型で角ばった手提げ袋をそう呼んでいた。のちにファッション性を帯び、口が大きく開いたユニークな布製ベルトが、持ち手から両面に2本ずつ縫い付けられたものをそう呼ぶようになった。のちに鞄の名称にも使われるようになり、こうした形状のバッグの総称となった。現在ではトートバッグを専門にするブランドもあり、バリエーションがさまざまに広がっている。
薄手のものは折り畳んで小袋に入れ携帯できるので、近年ではレジ袋削減および環境保護のためのマイバッグ（エコバッグ）として日常的に使用されている。

### 特徴
主に四角い形状をし、鞄の上部（天）のみが開口部となっており、その開口部は閉めることができないものが多いが、一部にジッパーやボタン等で閉じることができるものもある。
まち（マチ）が深く、容量が大きく、色々な物が入れられる。一部に内部がジッパーで部分に分けられたものもある。
使われる生地は通常、丈夫な帆布（キャンバス生地）や生成り、ナイロン、なめし革などである。宣伝用・ノベルティ用のものでは帆布や生成り以外に、安価な不織布のものもある。

## 歴史
前史

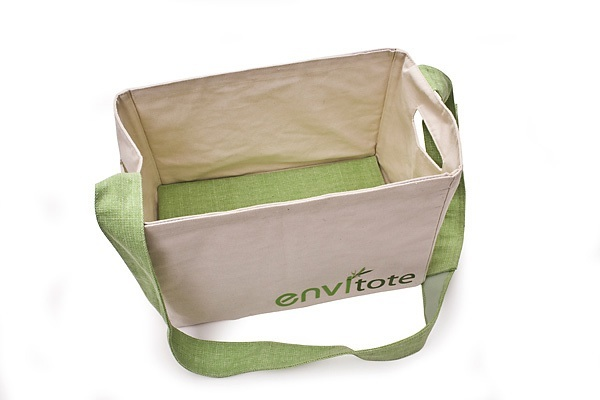
L.L.Beanが1944年に発売したアイスキャリアによく似た形状のバッグ。ボックス状の形状で、マチが深く、容量が大きい。
L.L.Beanが1944年に発売したice bagそのものの写真はL.L.Beanのサイトの社史のページに掲載されている。

トートバッグの原型にあたるものとしては、1940年代、まだ冷蔵庫が電気式ではなく、大きな氷の塊を入れて中の食品を冷やすものだった時代に、氷の塊を氷店で購入して自動車で持ち帰り、自動車から自宅の冷蔵庫へと運ぶための丈夫なカバンをアメリカのアウトドア用品メーカーであるL・L・ビーンが「アイス・キャリア」（Ice Carrier）を開発し1944年に発売を開始した。生地は帆布（キャンバス）で、ジーンズの2倍の重さのあるものを採用し、そのため外気を遮断し氷が融けにくく、融けた水もこぼれにくい特徴を有していた。
歴史

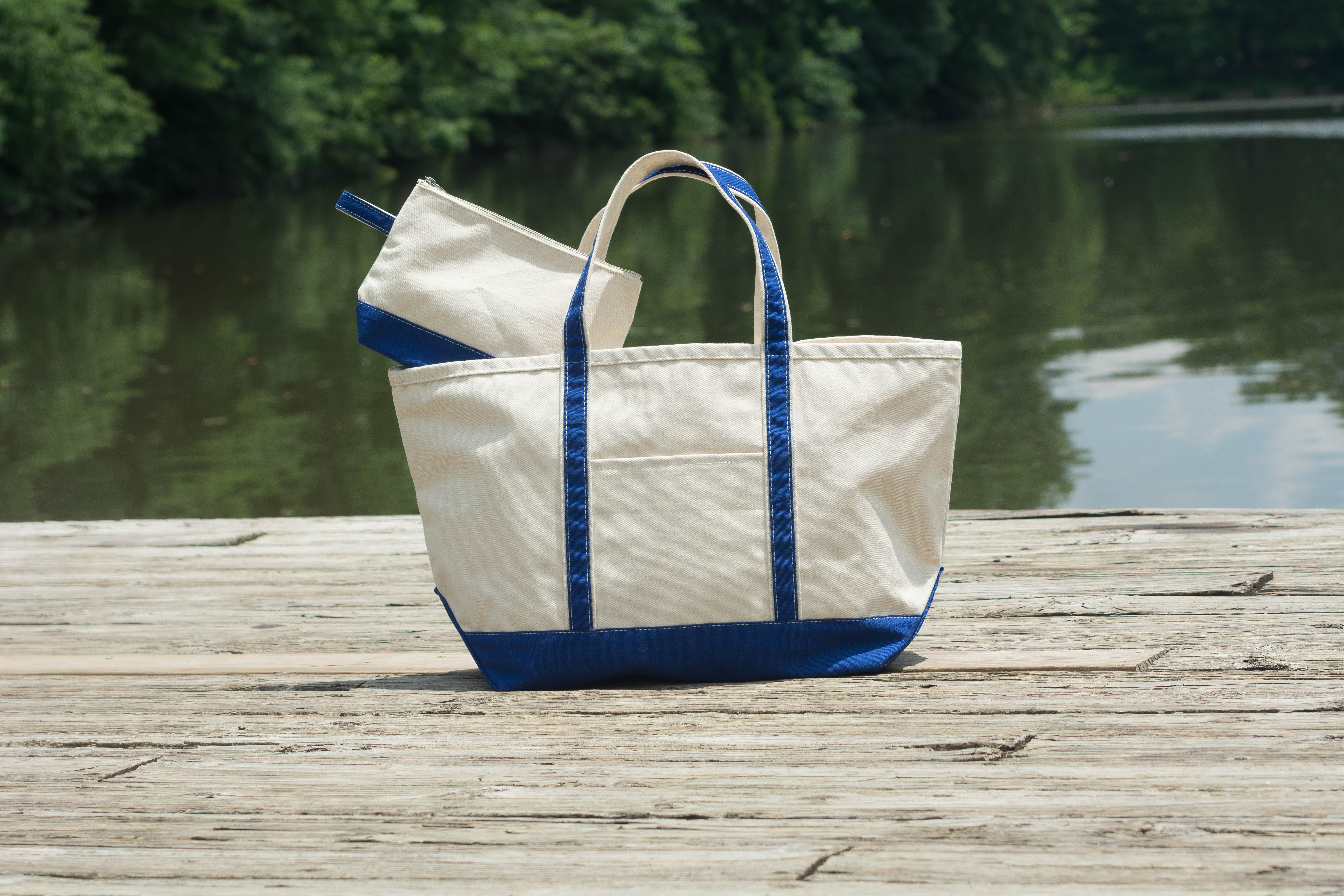
L.L.Beanのボート・バッグ（ボート&トート）にそっくりのデザインのCB Stationのボート・トート。ボート類に乗る時の使用を意識したデザイン。

トートバッグそのものの歴史としては、アウトドア用品メーカーであるL・L・ビーンは上記のアイス・キャリアを原型のアイスバッグの直方体の奥行きをやや短かく、つまりやや薄めにし若干改良し、ボート遊びをする時の荷物を運べる「ボート・バッグ」として発売した。現在でもほぼ同じものを「ボート・アンド・トート・バッグ」として販売中されている。1944年発売のアイス・バッグ以来変わらず米国メイン州のブランズウィックにあるL.L.Beanの自社工場でひとつひとつ手作りされている。なお、L.L.Beanのボートアンドトートのデザインは、10年以上人々から支持され続け、今後も価値を発揮しつづけるであろうデザインに贈られる賞であるグッドデザインロングライフ賞を受賞している。ボートアンドトートバッグが海洋レジャーを楽しむ人々たちだけでなくキャンプを楽しむ人々の愛用品ともなり一般に「トートバッグ」と呼ばれるようになると、さまざまな物を運ぶのに活用されるようになった。
1950年代にはアメリカの女性たちの間であくまで日用の（実用的な）目的で使われるようになっていた。
1960年代にアメリカのファッションデザイナーのボニー・カシン（en:Bonnie Cashin）が形状の美しさと機能性をうまくブレンドして「カシン・キャリー・トートバッグ Cashin Carry Tote bags」という名でファッションアイテムとしても使いはじめた。
こうしてファッション性も帯び女性のハンドバッグとしても一般化するようになった。
もともとはボート遊びやキャンプの際にさまざまな物を運ぶためのバッグに過ぎなかったトートバッグに、アメリカの大学生たちも目をつけた。毎日、大量の教科書やノートを持ち歩く彼らは、頑丈で何でも自由に入れることのできる気軽で丈夫なトートバッグに着目した。彼らがトートを通学用に使い始めると、東海岸地区の若者たちの間で大流行。日本にもその流行が伝播し、アイビーブームの定番アイテムとして人気化した。

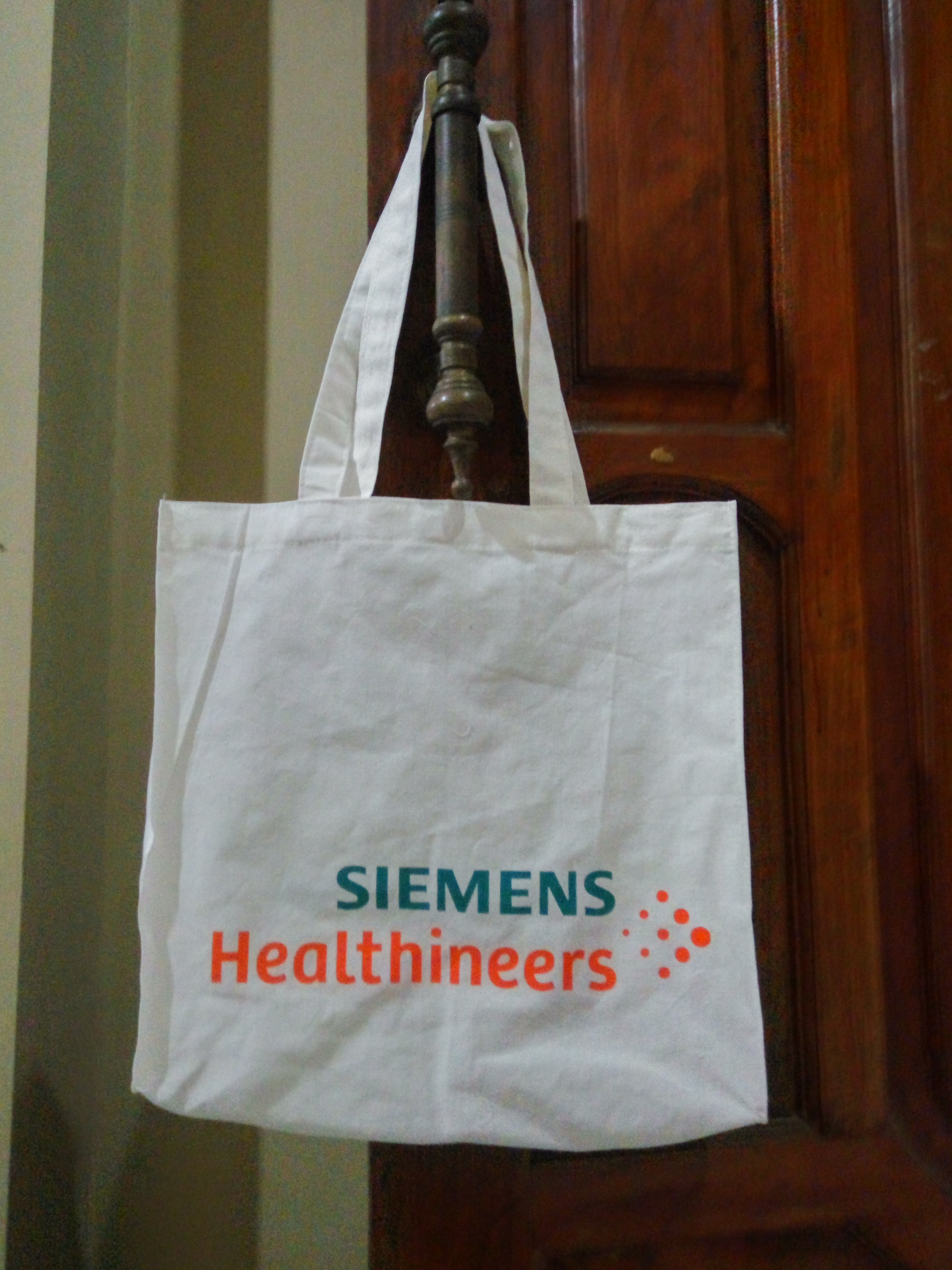
組織の宣伝に使われるトートバッグ。これはSIEMENSのロゴがプリントされたもの。

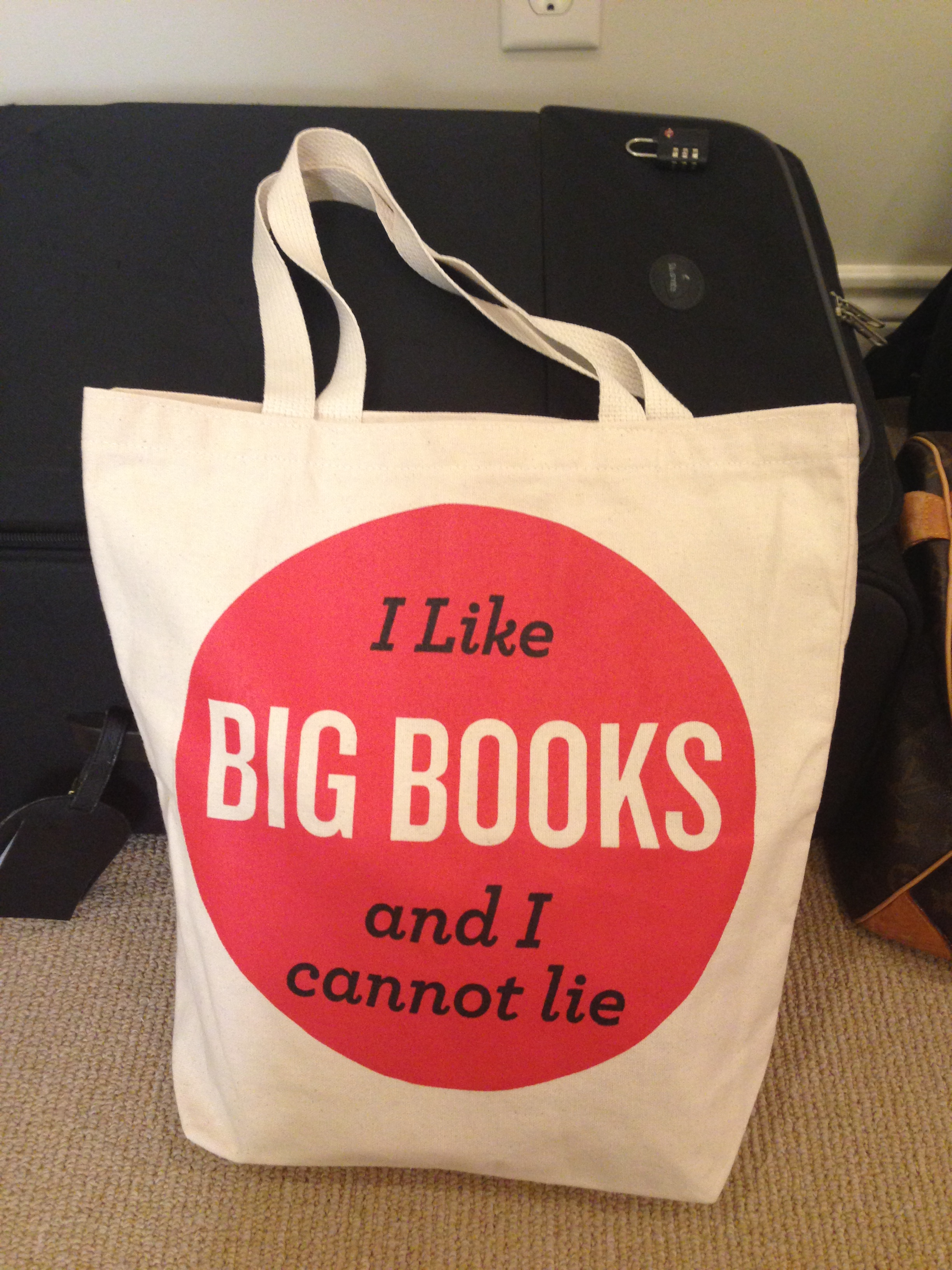
アメリカの書店チェーンの宣伝用のトートバッグ

1970年代や1980年代には企業がトートバッグを自社の宣伝やプロモーションの媒体として使い始めた。トートバッグは簡単に安く製造することができたから、宣伝媒体として使いやすかったためである。多くの会社が自社のロゴをトートバッグにプリントして安価に販売した。現在ではさまざまな展示会やイベントの時にイベントのロゴやスローガンをプリントし人々の認知度を上げるためのいわゆるノベルティとして会場でトートバッグが無料で配布されるということも行われている。組織の宣伝（広報）担当者のために、独自のプリントを指定したトートバッグを一個あたり数百円から数十円ほどで発注できるサービスもある。

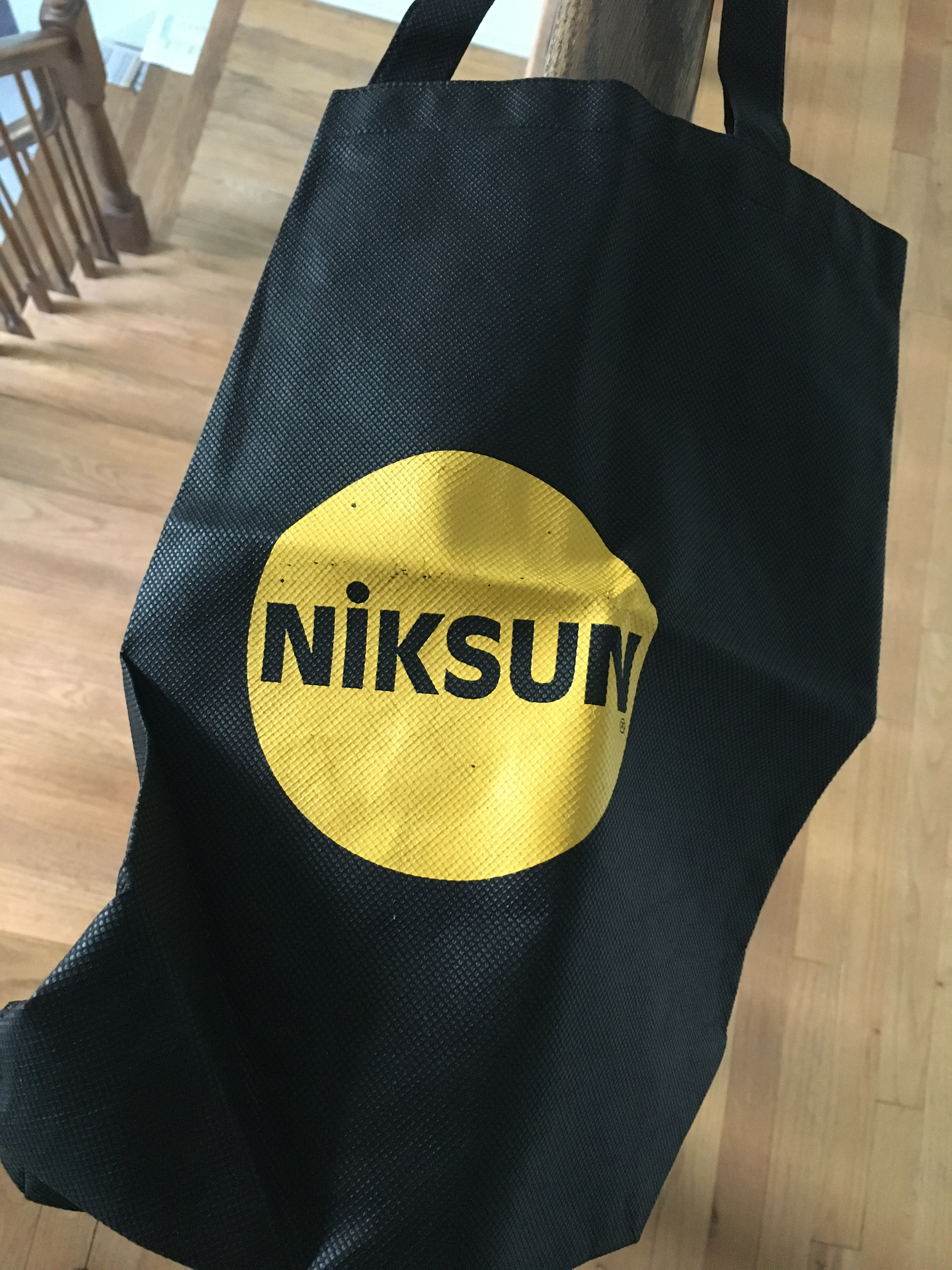
コンピュータセキュリティ会社の宣伝用のトートバッグ
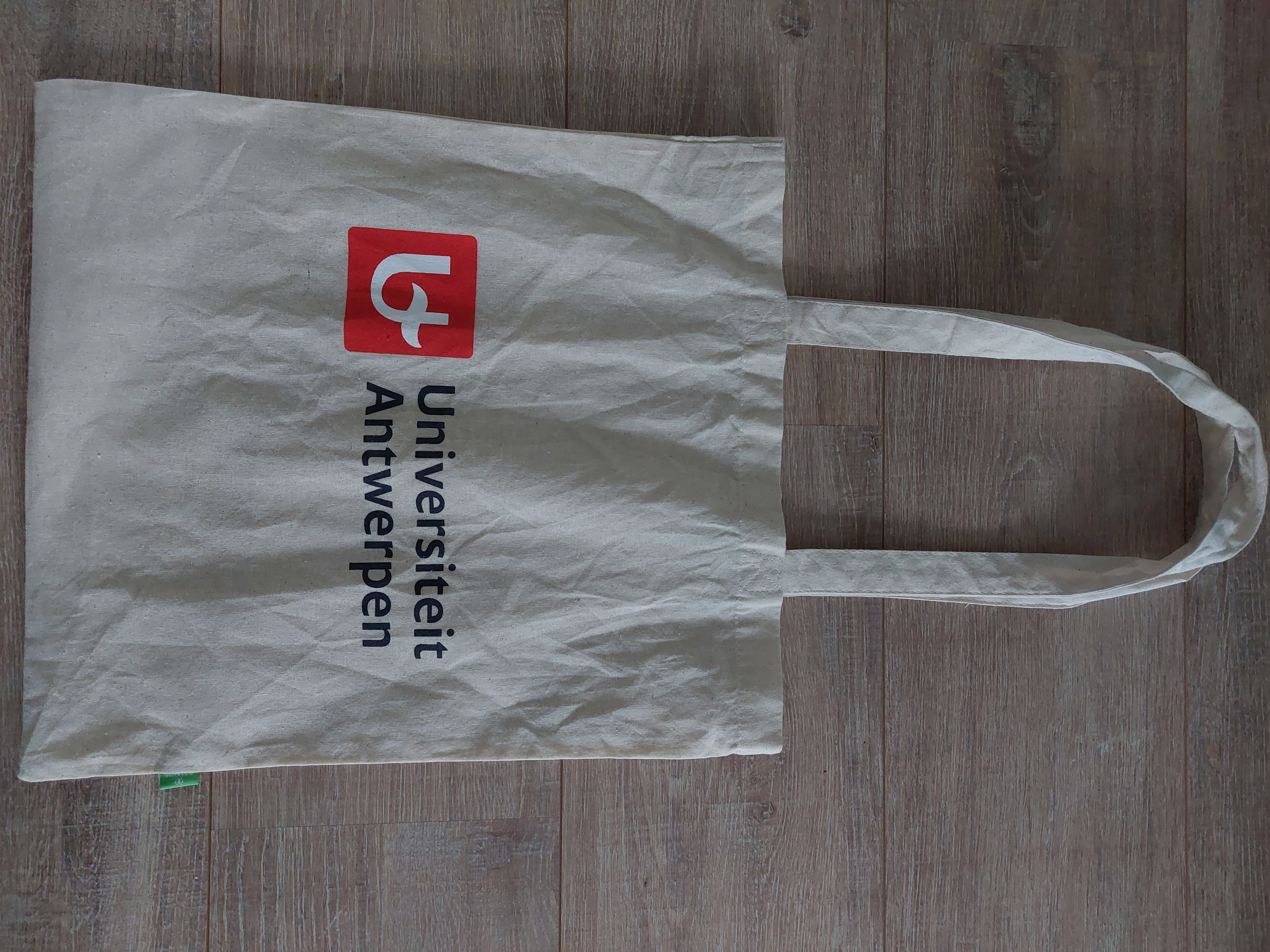
アントワープ大学のロゴがプリントされたトートバッグ

現在でも実用的なカバンとしても使われ続けている。現在では素材も帆布（キャンバス生地）だけでなくレザー、ナイロン、和紙、不織布などまで種類が増え、洗練されたデザインのものも増え、ファッション・アイテムの一つとしても定着している。

## ギャラリー
- 黄色が鮮やかなトートバッグ
- 絞り染めのトートバッグ
- ウィキペディアのイベントなどでノベルティとして使われたトートバッグ。安価な不織布製。
- ユニクロの宣伝のため、店舗がある都市の名のリストがプリントされたトートバッグ。
- バーバリーの高価な小型トートバッグ。
- 西陣織や京和鹿の皮などを使った高級トートバッグ（日本製。Den.corporation）。
- トート型のハンドバッグ。